# NGC 6640
NGC 6640 је спирална галаксија у сазвежђу Лира која се налази на NGC листи објеката дубоког неба.
Деклинација објекта је + 34° 18' 9" а ректасцензија 18h 28m 8,1s. Привидна величина (магнитуда) објекта NGC 6640 износи 13,5 а фотографска магнитуда 14,2. NGC 6640 је још познат и под ознакама UGC 11247, MCG 6-40-18, CGCG 200-21, IRAS 18263+3416, PGC 61913.